# Georges Mendes
Georges Mendes (* 26. Mai 1974 in Riba de Mouro) ist ein ehemaliger französisch-portugiesischer Skirennläufer.

## Karriere
Mendes gab sein internationales Renndebüt bei den Juniorenweltmeisterschaften 1991 in Geilo bzw. Hemsedal, wobei er mit Rang 39 im Super-G seine beste Platzierung erreichte. Zwei Jahre später verpasste er als Vierter bei den Juniorenweltmeisterschaften in Monte Campione bzw. Colere nur knapp eine Medaille. In Anbetracht dieser Leistung gab Mendes am 19. März 1993 bei der Abfahrt von Kvitfjell sein Weltcupdebüt, wobei er als 55. die Punkteränge klar verpasste.
1994 vertrat er Portugal bei den Olympischen Winterspielen in Lillehammer, wobei er mit Rang 32 im Riesenslalom seine beste Platzierung erreichte.
Danach startete Mendes hauptsächlich noch bei FIS-Rennen sowie vereinzelt im Europacup, jedoch ohne größere Erfolge zu erzielen. Als bestes Ergebnis im Europacup erreichte er einen 11. Rang in der Abfahrt von La Thuile am 17. Januar 1995.
Sein letztes internationales Rennen bestritt er am 28. März 1997 in Alpe d’Huez, danach trat er nicht mehr als Rennläufer in Erscheinung.

## Erfolge

### Olympische Winterspiele
- Lillehammer 1994: 32. Riesenslalom, 41. Abfahrt, DNF Super-G

### Juniorenweltmeisterschaften
- Geilo/Hemsedal 1991: 39. Super-G, 50. Slalom, 76. Abfahrt
- Monte Campione/Colere 1993: 4. Abfahrt, 10. Super-G, 18. Kombination, 26. Riesenslalom, 54. Slalom

### Europacup
- 6 Platzierungen unter den besten 30

### Weitere Erfolge
- 6 Platzierungen unter den besten 10 bei FIS-Rennen